# 17才のテーマ
『17才のテーマ』（17さいのテーマ）は、山口百恵の8枚目のスタジオ・アルバム。1976年4月21日にCBSソニーよりリリースされた。

## 概要
帯コピー：めくるめく世代の詩!
本作で初めて宇崎竜童・阿木燿子コンビの曲が収録された（「木洩れ日」、「碧色の瞳」、「幸福の実感」）。後の大ヒット曲「横須賀ストーリー」はこの時点で作られており、本来ならば収録されるはずであったがシングル用にストックされた。予想外の展開に宇崎竜童は「卒倒するほど嬉しかった」という。百恵は当時、宇崎が所属するバンド、ダウン・タウン・ブギウギ・バンドの「涙のシークレット・ラヴ」を好んで聴いており、ディレクターの川瀬泰雄と話すうちに宇崎に曲を作ってもらいたいと意見が合致し、すぐに作曲を依頼してみようという話になった。また、阿木の詞について百恵は、等身大の自分を表現してくれる女性の作家の登場に、初めて自分の曲だと感じたという。
「ありがとう あなた」は、TBS系ドラマ『赤い疑惑』のテーマ曲だったこともあり、前作に引き続き本作にも収録された。
「木洩れ日」は、1977年に事務所の後輩荒木由美子が、ファーストアルバム『ヴァージン・ロード／渚でクロス』でカバーしている。
2003年6月4日に発売された、全オリジナルアルバム22枚を復刻したCD-BOX『MOMOE PREMIUM』にはリマスタリング音源で収録されている。2007年9月30日には更なるマスターサウンド仕様が施された『Complete MOMOE PREMIUM』が発売された。

## 収録曲

### LP
| #  | タイトル                                          | 作詞     | 作曲       | 編曲       | 時間 |
| -- | ------------------------------------------------- | -------- | ---------- | ---------- | ---- |
| 1. | 「愛に走って」                                    | 千家和也 | 三木たかし | 萩田光雄   | 3:37 |
| 2. | 「昨夜からの雨」                                  | 千家和也 | 馬飼野康二 | 馬飼野康二 | 3:33 |
| 3. | 「木洩れ日」                                      | 阿木燿子 | 宇崎竜童   | 高田弘     | 3:43 |
| 4. | 「そして出逢い」                                  | 千家和也 | 三木たかし | 萩田光雄   | 4:24 |
| 5. | 「赤い運命」(同題のTBS系ドラマ『赤い運命』主題歌) | 千家和也 | 三木たかし | 高田弘     | 3:08 |
| 6. | 「葡萄色の雨」                                    | 千家和也 | 都倉俊一   | 竜崎孝路   | 3:07 |

| #  | タイトル                                             | 作詞     | 作曲       | 編曲         | 時間 |
| -- | ---------------------------------------------------- | -------- | ---------- | ------------ | ---- |
| 1. | 「白い約束」                                         | 千家和也 | 三木たかし | 萩田光雄     | 3:41 |
| 2. | 「碧色の瞳」                                         | 阿木燿子 | 宇崎竜童   | 萩田光雄     | 3:23 |
| 3. | 「土曜日の楽しみ」                                   | 千家和也 | 馬飼野康二 | 馬飼野康二   | 3:14 |
| 4. | 「幸福の実感」                                       | 阿木燿子 | 宇崎竜童   | 高田弘       | 4:10 |
| 5. | 「山鳩」(映画『絶唱』主題歌)                         | 千家和也 | 三木たかし | あかのたちお | 3:03 |
| 6. | 「ありがとう あなた」(TBS系ドラマ『赤い疑惑』主題歌) | 千家和也 | 都倉俊一   | 馬飼野康二   | 3:33 |

## 関連作品
- MOMOE PREMIUM
- 山口百恵 22 Original Albums Collection
- Complete MOMOE PREMIUM

## 参考資料
- 川瀬泰雄『プレイバック 制作ディレクター回想記』学研マーケティング、2011年2月。ISBN 978-4054047259。